# Hanna Johnsson
Hanna Johnsson var en svensk rösträttsaktivist. Hon var verksam i kampanjen för införandet av kvinnlig rösträtt i Sverige, och ordförande för Föreningen för kvinnans politiska rösträtt i Arvidsjaur 1917–1918. 